# AEG G.III
O AEG G.III foi um bombardeiro biplano do Império Alemão durante a Primeira Guerra Mundial foi desenvolvido diretamente do AEG G.II. Como seu predecessor teve a produção limitada a poucas unidades e um uso também limitado, principalmente longe das principais frentes da guerra.